# Geometria dels píxels

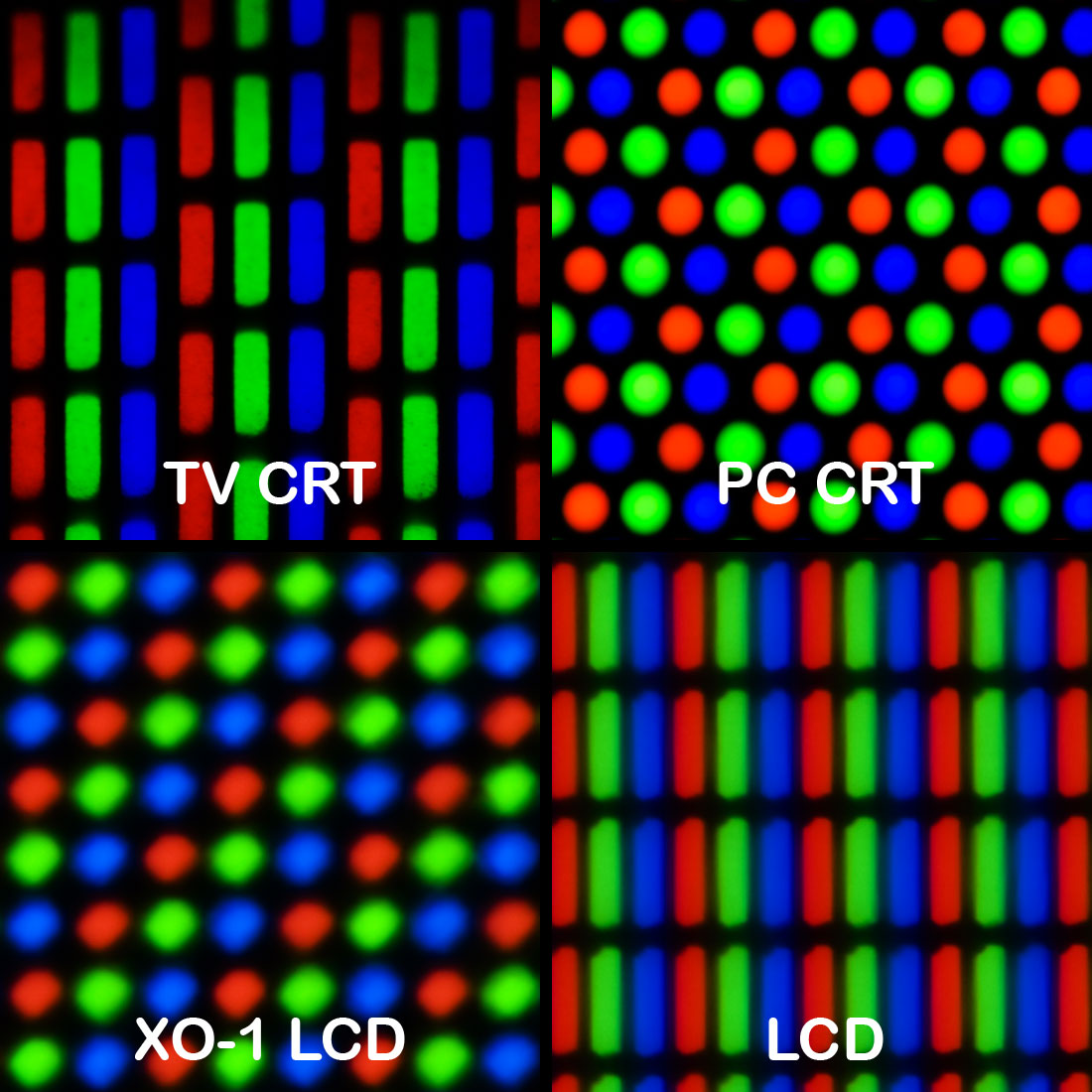
Fotografies de diverses pantalles, mostrant diferents geometries de píxels.Començant a dalt a l'esquerra, un televisor de definició estàndard definició estàndard CRT d'un televisor, un CRT monitor d'ordinador, LCD d'un ordinador portàtil, i la Pantalla de cristall líquid OLPC XO-1.

La geometria dels píxels és la disposició dels píxels que componen una imatge (colors primaris vermell, verd i blau) en un sensor d'imatge o pantalla de televisió, que es poden ordenar en diferents tipus de Patró (model)patró, i s'ha definit com a geometria dels píxels. La disposició geomètrica dels colors primaris dins d'un píxel varia depenent de l'ús (vegeu figura 1). A la pantalla d'un ordinador, ja sigui un tub de raigs catòdics o una pantalla de cristall líquid, que normalment solen ser rectangles i mostren les vores, els components estan disposats en franges verticals. Les pantalles per veure una pel·lícula els va millor tenir patrons triangulars o en diagonal perquè segons la distància a que s'observin, l'espectador percep millor la variació d'imatge.

Triangular (Delta)
Bandes
Diagonal

El coneixement de la geometria dels píxels utilitzada per una pantalla es pot utilitzar per crear imatges de mapa de bits d'una superior resolució aparent de pantalla emprant subpixels renderitzats.